# دانشکده پرستاری و مامایی کاشان
دانشکده پرستاری و مامایی کاشان، دانشکده‌ای وابسته به دانشگاه علوم پزشکی کاشان واقع در استان اصفهان، که در سال ۱۳۶۵ شمسی تأسیس گردیده است.

## تاریخچه
نخستین بار در سال ۱۳۶۵ با نام مدرسه عالی پرستاری شروع به فعالیت نمود و در سال۱۳۷۰، رشته مامایی به رشته‌های آن افزوده و دانشکده پرستاری و مامایی کاشان شکل گرفت.

## گروه‌های آموزشی
| رشته                                   | کارشناسی                        | ارشد             | دکترا     |
| -------------------------------------- | ------------------------------- | ---------------- | --------- |
| پرستاری                                | دارد                            | ۵ رشته ارشد دارد | دارد      |
| مامایی                                 | آموزش مامایی بهداشت مادر و کودک | دارد             | ارشد دارد |
| تکنولوژی اتاق عمل                      | دارد                            |                  |           |
| کارشناسی فوریت‌های پزشکی پیش بیمارستانی | دارد                            | ندارد            | ندارد     |

== امکانات آموزشی و پژوهشی ==کلاس‌های درسی و مرکز مهارت‌های بالینی برای تمرین و ایجاد آمادگی برای ورود به مراکز درمان وجود مراکز درمانی تخصصی برای آموزش بالینی فراهم می‌باشد
- - کتابخانه مجهز به منابع عمومی پایه و تخصصی با دو سالن مطالعه جدا گانه برای مطالعه دانشجویان خانم و آقا همچنین امکان دسترسی به کتب الکترونیک پایگاه‌های اطلاعاتی معتبر
- - سایت کامپیوتر مجهز امکان آموزش تمام مهارت‌های لازم برای دانشجویان در سطوح مختلف فراهم شده
- - مرکز مهارت‌های بالینی (پراتیک) مجهز در پنج حوزه مهارت‌های بالینی را دسته‌بندی شده و امکان شبیه‌سازی در آن فراهم شده